# 미티어 (미사일)
미티어(영어: Meteor)는 유럽의 MBDA에서 개발, 생산하는 능동 레이더 유도 방식의 초가시거리 공대공 미사일이다. 여러 목표물에 대해 다중 발사가 가능하며 200km가 넘는 사거리로 방해 전파 환경에서 전투기 등의 고기동성 목표물과 무인기, 순항 미사일 등의 작은 목표물과 교전이 가능하다. 

## 유도방식
중거리와 장거리 대공 미사일은 보통 능동 레이더 유도를 사용한다. 무게 200kg 사거리 100km 정도인 암람급 미사일 이외에도, 무게 500kg 사거리 400km인 AA-9 아모스, 무게 1500kg인 SM-6 등 다양한 중장거리 대공 미사일이 이러한 초기 관성항법 중간 데이터링크 지령유도 종말 능동 레이더 유도 방식을 채택하고 있다.

## KF-21
한국의 KF-21에도 미티어 미사일이 탑재된다. KF-21 시제기가 첫 비행때 미티어 4발을 장착했다.

## 같이 보기
- 암람 -  미국 152 kg, ARH 미사일
- AA-12 -  러시아 226 kg, ARH 미사일
- PL-12 -  중국 199 kg, ARH 미사일
- 더비 -  이스라엘 118 kg, ARH 미사일
- 99식 공대공 미사일 -  일본 222 kg, ARH 미사일
- MBDA 미티어 -  유럽 185 kg, ARH 미사일
- 아스트라 -  인도 154 kg, ARH 미사일
- 천검2 -  대만 190 kg, ARH 미사일